# アレグザンダー・マウントバッテン (初代キャリスブルック侯爵)
初代キャリスブルック侯爵アレグザンダー・アルバート・マウントバッテン（英: Alexander Albert Mountbatten, 1st Marquess of Carisbrooke,GCB GCVO、1886年11月23日 - 1960年2月23日）は、イギリスの王族。

## 生涯
第5王女ベアトリス（英国女王ヴィクトリアと王配アルバートの末子）とバッテンベルク公ハインリヒ・モーリッツの長男として誕生した。妹にスペイン国王アルフォンソ13世王妃ヴィクトリア・ユージェニーと弟2人がいる。
父親であるハインリヒ・モーリッツがドイツ領邦ヘッセン大公家出身であるため、ドイツ帝国における称号も保持していた。第一次世界大戦でドイツと英国が敵対関係であったため、英国の国民感情に配慮した王室の面々がドイツにおける称号を放棄したため、アレグザンダーもそれに従って放棄した。その放棄した称号には父が名乗っていたバッテンベルク公の称号も含まれていたため、従兄ジョージ5世よりワイト島のキャリスブルック城にちなんだキャリスブルック侯爵の称号を授与された。1960年2月23日にケンジントン宮殿で死去した。

## 爵位・栄典

### 爵位
1917年に以下の爵位を新規に叙された。
- 初代キャリスブルック侯爵(1st Marquess of Carisbrooke)
（勅許状による連合王国貴族爵位）
- 初代バーカムステッド伯爵(1st  Earl of Berkhamsted)
（勅許状による連合王国貴族爵位）
- 初代コーンウォール州ローンストンのローンストン子爵(1st Viscount Launceston, of Launceston in the County of Cornwall)
（勅許状による連合王国貴族爵位）

### 栄典
- バス勲章（GCB）（1910年[2][3]）
- ロイヤル・ヴィクトリア勲章（GCVO）（1911年[2][3]）

## 家族
1917年7月19日にアイリーン・デニソン（Irene Denison、1890年7月4日 - 1956年7月16日、第2代ロンズバラ伯爵の娘）と結婚して一女を儲けた。
- アイリス（1920年1月13日 - 1982年9月1日）

セシル・ビートンの刊行された日記によれば、妻子あるキャリスブルック卿にはサイモン・フリート（Simon Fleet）という、長年交際していた男性の恋人がいた、